# Roger Testu
Roger Testu, dit Tetsu, est un peintre et dessinateur humoristique français né le 12 juillet 1913 à Bourges et mort le 2 février 2008 à Créteil.

## Biographie
Peintre venu au dessin d'humour, son premier dessin paraît dans Noir et Blanc en 1951. Très vite, il collabore à plusieurs des principaux magazines français comme France Dimanche, Ici Paris, Jours de France, Le Figaro Magazine, Lui ou VSD. Son ironie grinçante renvoie une image cruelle de l'existence humaine. Auteur de plusieurs recueils de dessins, plusieurs expositions lui sont consacrées en France et en Belgique. Il obtient le prix Carrisey en 1955 et le prix de l'Humour noir Grandville en 1964. 
Il meurt le 2 février 2008, à l'âge de 94 ans.

## Recueils de dessins
- Les belles manières les Amis des Belles Manières, 1960, réédité Éditions Glénat, 1980
- La vie est belle,  Jean-Jacques Pauvert, 1964, réédité Éditions Glénat, 2002  (ISBN 9782723439299)
- Drôle de vie,  Jean-Jacques Pauvert, 1959, réédité Éditions Glénat, 1980
- C'est pas rose, (Éditions Glénat) 1982
- Toutes les mêmes, Le Cherche midi, 1986  (ISBN 2-86274-083-7)
- Mauvais desseins, Buchet-Chastel, 2004
- La vie à deux, Le Cherche midi, 1995  (ISBN 2-86274-393-3)
- Toute une vie à deux, Le Cherche midi, 2012 (ISBN 2-74912-181-7)